# Hail, Caesar!
Hail, Caesar! (Brasil: Ave, César! ) é filme de comédia musical e policial estadunidense de 2016, dirigido por Joel Coen e Ethan Coen.
O filme conta a história de um produtor de cinema que precisa resgatar um ator famoso, sequestrado no meio das filmagens de uma superprodução de Hollywood nos anos 1950. Enquanto resolve o problema, dá conta de vários outros rolos de bastidores em apenas um dia: um diretor insatisfeito com a escalação de um astro, a gravidez de uma atriz solteira e outros escândalos. Ele se chama Eddie Mannix – nome de um personagem da indústria de Hollywood que realmente existiu e morreu em 1963, depois de limpar a barra de várias estrelas de cinema.

## Elenco
- Josh Brolin como Eddie Mannix
- George Clooney como Baird Whitlock
- Alden Ehrenreich como Hobie Doyle
- Tilda Swinton como Thessaly Thacker
- Ralph Fiennes  como Laurence Laurentz
- Scarlett Johansson como DeeAnna Moran
- Channing Tatum como Burt Gurney
- Frances McDormand como C.C. Calhoun
- Jonah Hill como Joe Silverman

## Principais prêmios e indicações
| Premiação    | Categoria                 | Complemento                | Resultado | Ref(s) |
| ------------ | ------------------------- | -------------------------- | --------- | ------ |
| Oscar        | Melhor Direção de Arte    | Jess Gonchor e Nancy Haigh | Indicado  | [ 4 ]  |
| Bafta Awards | Melhor Design de Produção | Jess Gonchor e Nancy Haigh | Indicado  | [ 5 ]  |